# Gysbertus Houtzagers
Gysbertus Houtzagers ( 1888 - 1957 ) fue un botánico neerlandés, que se especializó en silvicultura, habiendo sido profesor de esa disciplina de zonas templadas, en el Instituto de Investigaciones de Dorschkamp, en Dorschkamp, y en la Facultad de Agricultura de Wageningen; y reconocido por su obra en la taxonomía de los álamos, que fue objeto de su tesis para obtener el PhD, en 1910.

## Algunas publicaciones
- 1939. Nomina ambigua proposals about the botanical names of some Poplars. 10 pp. Lanjouw, J. Ed. Proposals of Dutch Botanists. 1950 -26. Arnhem

- 1952. Forest genetics and poplar breeding in The Netherlands. Euphytica 1 ( 3): 161 - 172

- 1954. Houtteelt der Gematigde Luchtsreek (Cría de madera Luchtsreek Templados)

- La abreviatura «Houtz.» se emplea para indicar a Gysbertus Houtzagers como autoridad en la descripción y clasificación científica de los vegetales.[1]